# Ripley (Ohio)
Ripley – wieś w Stanach Zjednoczonych, w stanie Ohio, w hrabstwie Brown.